# رومان يانكوفسكي
رومان يانكوفسكي (بالبولندية: Roman Jankowski)‏ هو متسابق دراجات نارية بولندي، ولد في 5 أكتوبر 1957 في Kościan ‏ في بولندا.